# افسانه خورشید و ماه
افسانه خورشید و ماه با نام اصلی ماه در آغوش خورشید (به کره‌ای: 해를 품은 달; انگلیسی: Moon Embracing the Sun) یک مجموعه تلویزیونی محصول کره جنوبی سال ۲۰۱۲ با بازی هان گا این، کیم سو هیون، جونگ ایل وو و کیم مین سو است. این مجموعه از ۴ ژانویه تا ۱۵ مارس ۲۰۱۲، روزهای چهارشنبه و پنجشنبه ساعت ۲۱:۵۵ (کی‌اس‌تی) از ام‌بی‌سی پخش شد.
این مجموعه فانتزی تاریخی برگرفته از رمانی با همین نام اثر جونگ اون گوول است و داستان عاشقانهٔ بین پادشاه خیالی دوران چوسان و یک زن شمن و درگیری‌ها و توطئه‌های قدرت‌های سیاسی متخاصم را روایت می‌کند.
این مجموعه به آمار بینندگان ۴۲٫۲٪ رسید و برندهٔ جایزهٔ بهترین درام و بهترین بازیگر نقش اول مرد در چهل و هشتمین جوایز هنری بکسانگ و برندهٔ چند جایزه در جوایز درامای ام‌بی‌سی ۲۰۱۲ ازجمله جایزهٔ درام سال شد.

## داستان

### خلاصه
این سریال در بستر یک ماجرای عاشقانه، داستان یک پادشاه و خانواده‌اش را دربرمی‌گیرد که برای حفظ امپراتوری تلاش می‌کنند و مضمون آن هم به احقاق حق و عدم تغییر سرنوشت ازلی انسان‌ها برمی‌گردد. این سریال به کارگردانی کیم دو هون و لی سونگ جون ساخته می‌شود و بازیگرانی چون کیم سو هیون، هان گا این، جونگ ایل وو، کیم مین سو و سونگ جه ریم در آن نقش آفرینی می‌کنند.
داستان این سریال از جایی آغاز می‌شود که امپراطور پدر، قصد دارد برای ولیعهد و فرزند خود لی‌هون، همسر انتخاب کند. در روزی که لی‌هون با استفاده از فرصت برگزاری یک جشن، قصد فرار مخفیانه از قصر برای ملاقات با یانگ میونگ، برادر ناتنی‌اش را دارد؛ با یئون‌وو، دختر مشاور اعظم امپراطور آشنا می‌شود و این آشنایی، منجر به بروز عشق و علاقه میان این دو نفر می‌شود. رفته رفته این عشق و علاقه باعث بروز اتفاقاتی شده و ماجراهایی برای لی‌هون، یئون‌وو و اطرافیانشان رخ می‌دهد که مجموعه اتفاقات سریال افسانه خورشید و ماه را رقم می‌زند.

## بازیگران

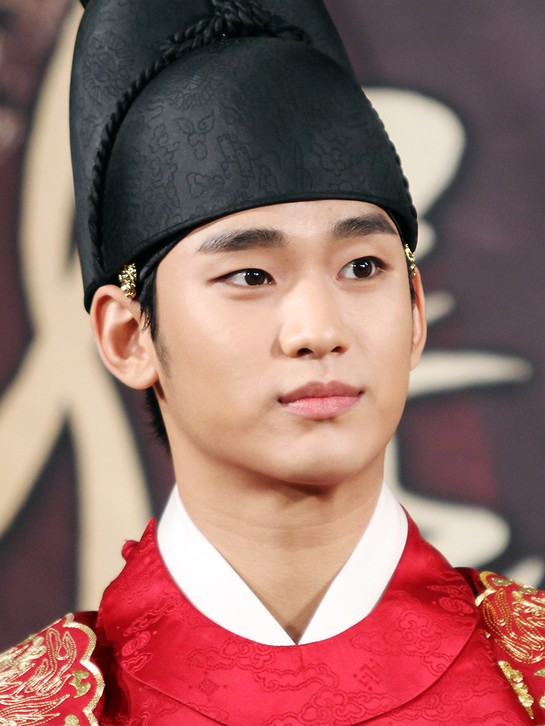
کیم سو هیون در نقش لی هوان

### اصلی
- هان گا این در نقش هو یون وو / شمن وول[۲]
  - کیم یو جونگ در نقش سیزده سالگی هو یون وو
- کیم سو هیون در نقش لی هوان، پادشاه چوسان[۳]
  - یو جین گو در نقش پانزده سالگی لی هوان، ولیعهد چوسان
- جونگ ایل وو در نقش شاهزاده یانگ‌میونگ[۴]
  - لی ته ری[الف] در نقش جوانی شاهزاده یانگ‌میونگ
- کیم مین سو در نقش یون بو کیونگ / ملکه یون
  - کیم سو هیون در نقش جوانی یون بو کیونگ

### مکمل

#### خاندان هو
- سون‌وو جه دوک در نقش هو یونگ جه

پدر یون وو و یوم
- یانگ می کیونگ در نقش شین جونگ کیونگ

مادر یون وو و یوم
- سونگ جه هی در نقش هو یوم
  - ایم شی وان در نقش ۱۷ سالگی هو یوم[۵]

برادر بزرگتر یون وو
- یون سونگ آه در نقش سول
  - سو جی هی در نقش جوانی سول[۶]

خدمتکار شخصی یون وو

#### خاندان سلطنتی
- کیم یونگ ئه در نقش ملکه دواگر بزرگ

مادر پادشاه سونگ‌جو و مادربزرگ لی هوان
- آن نه سانگ در نقش پادشاه سونگ‌جو

پدر لی هوان، شاهزاده یانگ‌میونگ و شاهدخت مین‌هوا
- کیم سون کیونگ در نقش ملکه سوهه، بعداً ملکه دواگر

مادر لی هوان
- کیم یه ریونگ در نقش معشوقه سلطنتی هی

مادر یانگ‌میونگ، معشوقه پادشاه سونگ‌جو
- نام بو را در نقش شاهدخت مین‌هوا
  - جین جی هی در نقش جوانی شاهدخت مین‌هوا

خواهر کوچکتر لی هوان و یانگ‌میونگ
- سونگ جه ریم در نقش کیم جه وون
  - لی وون گون در نقش پانزده سالگی کیم جه وون

بادیگارد پادشاه
- جونگ اون پیو در نقش هیونگ سون

خواجه هیونگ سون و دوست و معتمد لی هوان
- کیم مین کیونگ در نقش بانوی دربار مین

ندیمه شاهدخت مین‌هوا
- چو گی جونگ در نقش بانوی دربار جو

ندیمه ملکه یون

#### عمارت ستاره سلطنتی (سونگ‌سوچونگ)
- جون می سون در نقش جانگ نوک یونگ

یک شمن
- کیم ایک ته در نقش هه گاک

یک کشیش تائوئیست
- به نو ری در نقش جان شیل
  - جو مین آه در نقش جوانی جان شیل

یک شمن
- جانگ یونگ نام در نقش آ ری

یک شمن

#### خاندان یون
- کیم ونگ سو در نقش یون ده هیونگ

وزیر اعظم یون و پدر بو کیونگ
- جانگ هی سو در نقش بانو کیم

همسر نخست‌وزیر یون و مادر بو کیونگ
- سو هیون چول در نقش شیم سان
- لی سونگ هیونگ در نقش هان جه گیل
- کیم سونگ ووک در نقش یون سو جان
- یون هی سوک در نقش هونگ گیو ته

## پخش بین‌المللی
در ماه مارس ۲۰۱۲، حق پخش درام به هشت کشور آسیایی، از جمله ژاپن، تایلند، هنگ کنگ، سنگاپور، تایوان، مالزی، اندونزی و فیلیپین فروخته شد.
این مجموعه تلویزیونی در ایران نیز اولین بار در ماه‌های بهمن و اسفند ۱۳۹۳ از شبکه سه پخش شد.

## تولید

### محل فیلم‌برداری
بیشتر سکانس‌های قصر سلطنتی در یونگین ده‌جانگ‌گوم پارک واقع شده در ناحیه چواین، یونگین در استان گیونگ‌گی فیلم‌برداری شده است، جاییکه قبلاً مجموعه‌های تلویزیونی تاریخی همچون دونگ یی و ملکه سوندوک فیلم‌برداری شده بود.